# Anton Delak
Anton Delak, slovenski politik in pravnik, * 20. avgust 1927, Trst, † 6. marec 2002, Slovenj Gradec.

## Življenjepis
Leta 1996 je bil izvoljen v 2. državni zbor Republike Slovenije; v tem mandatu je bil član naslednjih delovnih teles:
- Komisija za volitve, imenovanja in administrativne zadeve (od 16. januarja 1997),
- Komisija za poslovnik (od 16. januarja 1997),
- Ustavna komisija (od 16. januarja 1997),
- Odbor za gospodarstvo (od 16. januarja 1997) in
- Odbor za notranjo politiko in pravosodje (od 16. januarja 1997).